# Джем и Иерусалим
«Джем и Иерусалим» (англ. Jam & Jerusalem; некоторое время транслировался в США под названием Clatterford) — британский ситком по сценарию Дженнифер Саундерс и Эбигейл Уилсон, повествующий о жизни британских женщин из клуба «Женской Гильдии» маленького вымышленного городка Клаттерфорд Сент-Мери. Транслировался с 2006 по 2009 год в Великобритании, США, Канаде, Австралии, Индии и Финляндии. Всего было показано 16 эпизодов в 3 сезонах и специальном рождественском выпуске. Сериал номинировался на австралийскую телевизионную награду Astra Awards.
Название намекает на британское традиционное явление Института Женщин (англ. Women’s Institute, общинные организации для женщин) Англии и Уэльса, чья повседневная деятельность ассоциируется с варкой джемов и распеванием популярного неофициального гимна «Иерусалим». Поскольку для североамериканской аудитории эта идиома могла бы быть не совсем ясна, в США сериал транслировался под названием «Clatterford».

## Сюжет
Действие ситкома происходит в небольшом провинциальном городке Клаттерфорд Сент-Мери (англ. Clatterford St. Mary) в Юго-Западной Англии. Главная героиня Сэл работает медицинской сестрой. Её нескромная подруга Тип также работает в приемной медицинского отделения, и обе они являются своеобразным центром событий маленького городка. Тип замужем за фермером Колином. Сэл, несмотря на то, что не входит в местную «Женскую гильдию», после смерти мужа — местного врача-ординатора и потери работы, все же начинает посещать встречи Гильдии. Эйлин Пайк — председатель Гильдии — повсюду с гордостью носит свою председательскую подвязку. Кроме того, в Гильдию входят также: бабушка «божий одуванчик» — леди Куини (игра слов, от англ. Queen — королева-мать), старейшая местная органистка Делайла Стэгг, Роузи, периодически в припадках раздвоения личности превращающаяся в грубую и вспыльчивую Маргарет. Делайла исчезает из сериала спустя несколько первых эпизодов. Состоятельная Кэролайн и её подруга Сьюзи держатся немного особняком от всей Гильдии, но, тем не менее, посещают встречи и участвуют в обсуждениях. Семья Сэл состоит из сына Джеймса с женой Ясмин, и дочери Таш, у которой также сын Раф и бойфренд Маркус, почти до самого конца второго сезона. Позже приятель Таш, Сэмюэл Пайк «Спайк» (местный почтальон и хиппи) становится её законным мужем.

## Актёры и персонажи
- Сэл Вайн (англ. Sal Vine, Сью Джонстон) — практикующая медсестра в Центре Здоровья Клаттерфорда. Мать Джеймса и Таш, вдова Майка. После смерти отца, Джеймс становится заведующим клиникой и берет на работу вместо матери свою жену Ясмин. Чтобы хоть чем-нибудь заняться, Сэл начинает посещать встречи Женской Гильдии. Чтобы вернуть Сэл прежнюю работу, её лучшая подруга хитростью подсовывает Джеймсу его старую школьную директрису, Джойс Мидж, для взятия мазка. В ужасе и смущении Джеймс принимает мать обратно на полставки, с прежней зарплатой. Сэл симпатизирует Роузи и в одной из серий первого сезона даже высказывает городскому викарию за отсутствие сочувствия с его стороны. В рождественском выпуске выясняется, что Сэл до сих пор не развеяла прах мужа, как тот завещал ей, так что она посылает Спайка за урной, чтобы развеять прах в фейерверке над городом. Однако все пошло не так, и фейерверк с прахом Майка был запущен в местном театре, где Сэл помогала организовать выступление местного хореографического кружка. Во втором сезоне Сэл все ещё посещает Гильдию, помогая организовать вылазку всей компании на природу для укрепления внутриклубных связей и вообще приятного времяпровождения. В третьем сезоне тихая уютная жизнь Сэл была потревожена вторжением строителей и техники на соседний с её домом участок, где якобы должен быть построен дом для почитаемого актёра Чарльза Дэнса. А на дому она по старой памяти принимает пациентов, что было ошибочно расценено строителем дома, как проституция. Вспыхнувший между ней и строителем дома Джоком (Клив Рассел) тихий конфликт, однако, затем по стечению интересных событий перерастает в симпатию, и сезон оканчивается их романтическими отношениями.
- Тип Хэддем (англ. Tip Haddem, Полин МакЛинн) — ирландка, ближайшая подруга Сэл. Работает в приемной того же Центра Здоровья в первых двух сезонах, а в третьем — уже барменом в местном пабе. Замужем за фермером Колином. Помогает Сэл в большинстве жизненных ситуаций, например, с Джеймсом, чтобы тот взял Сэл обратно на работу в клинику. Вместе с тем это весьма несдержанный персонаж, иногда разбалтывающий секреты из медицинских карт пациентов. По всей видимости, выросла в ирландском монастыре, о котором вспоминает с любовью и добрыми словами в адрес монахинь там. В «Рождественском Выпуске» Тип должна играть злую мачеху, но отлучается в паб и проводит там большую часть времени спектакля, заигрывая с Колином за стаканчиком эля. Во втором сезоне их отношения в браке с Колином окончательно портятся, так, что в последнем эпизоде она ночует в фургоне за домом, а с мужем общается, обмениваясь записками на обратной стороне использованного конверта. Все же в конце сезона их семейные отношения снова приходят в норму. В третьем сезоне Тип работает за барной стойкой Фаунтен-паба, и активно участвует в протестах Сэл против стройки рядом с её домом. Также выказывает симпатию и сочувствие Роузи.
- Роузи Бэйлс (англ. Rosie Bales, Доун Френч) — маленькая забавная толстушка, страдающая раздвоением личности, чья альтер-личность — злобная, грубая и ненавидящая всех и вся Маргарет. У Роузи, по-видимому, как минимум двое сыновей и гипотетический муж по имени Рикки. Роузи работает в местной сыроварне, и часто дарит сыр окружающим, по случаю местных празднований, при знакомстве или «на память». В течение картины с ней связано несколько приключений и забавных случаев, как, например: забыла заказать пирожки для пикника Женской Гильдии на природе, или однажды нашла в своем огороде картофелину с изображением лика Христа, и требовала от викария освятить её; решила соблюдать некую «звездную диету», и в результате проглотила резиновую перчатку для мытья посуды, за неимением специального желудочного баллона; а за её кражу в магазине SPAR сборная Гильдии по боулингу была дисквалифицирована с соревнований. В «Рождественском Выпуске» Роузи взяла напрокат множество блестящих гирлянд, чтобы украсить свой костюм для театрального выступления, и после победы в конкурсе также помогала участвовать в нём Эйлин, Куини и Сэл.
- Эйлин Пайк (урожденная Брюер) (англ. Eileen Pike, Brewer, Мэгги Стид) — самопровозглашенная председатель Женской Гильдии, гордо носящая соответствующие этому регалии, которые Роузи считает просто медалями и бляхами. Эйлин — комично-высокомерный персонаж с комплексом собственного превосходства. В первом же сезоне, когда Эйлин отвозит собственного отца в хоспис, выясняется, что в детстве она была удочерена. Сэл и Тип, пользуясь веб-сервисом «Воссоединение родни», находят её родного брата, к которому та сначала относится без интереса, но после некоторых раздумий связывается с ним, попутно обнаруживая племянников и племянниц. С пониманием относится к Роузи, и присоединяется к Сэл в выговоре викарию за несдержанное обращение к душевно нездоровой. И вместе с Сэл принимает участие в прослушиваниях, организации занятий хореографией и пантомимой к рождественскому выступлению. В третьем сезоне поддерживает протест Сэл против строительства на соседнем с её участке, но до тех пор, пока не выясняется, что дом строится для актёра Чарльза Дэнса.
- Кэролайн Мартин (англ. Caroline Martin, Дженнифер Саундерс) — состоятельная дама, мать четырёх детей: Микки — музыканта в рок-группе, Кристофера — британского военнослужащего в Афганистане, и двух дочерей — Битти и Фреи. Замужем за неким Джоном. Любит верховую езду и не понимает, почему Фрея не разделяет это пристрастие. Часто Кэролайн проводит выходные с разными знаменитостями и знакомыми сына, Микки. Являясь заметными членами Женской Гильдии, она и Сьюзи, тем не менее, держатся особняком от остальных, собственной компанией. Иногда Кэролайн совершенно комичным образом путает значение слов, например, таких, как доггинг или римминг, считая, что говорит о купании собак (от англ. dog — собака) или протирании бокалов (от rim — края бокала)[8]. Или путает названия MySpace и Facebook перемешивая их в «мое лицо» (MyFace). А подруга Сьюзи повергает её в шок, когда раскрывает истинное значение слов. Кэролайн также участвует в организации рождественского представления. Когда Сэл выражает протесты строителям дома на соседнем участке, Кэролайн сначала поддерживает её, но потом меняет сторону, представляя, как Чарльз Дэнс будет жить по соседству, в их маленьком Клаттерфорде. Саундерс сознательно выбрала роль с минимальным присутствием в сюжете «Джем и Иерусалим», ссылаясь на то, что больше предпочитает писать сценарий, нежели играть на сцене, хотя события второго эпизода в третьем сезоне полностью сконцентрированы на её героине.
- Сьюзи (англ. Suzie, Сьюзи Эйтчинсон) — состоятельная приятельница Кэролайн и также член Гильдии, замужем за Чарльзом. Постоянно путает — в рок или поп-группе играет сын Кэролайн, Микки. Хорошо играет в нетбол. Претендовала на роль прекрасного принца в рождественском театральном представлении, однако прослушивающие решили, к её ужасу и разочарованию, отдать ей роль Дандини. Опасаясь беременности во втором сезоне, Сьюзи отправилась на консультацию к Сэл.
- Викарий Хиллари (англ. The Vicar, Hillary, Патрик Барлоу) — привередливый, старомодный, наигранно холодный и сварливый приходской священник в местной церкви. Надменно и вместе с тем комично он терпит своих провинциальных прихожан, приговаривая «Быть священником в таком месте — все равно, что вспахивать проклятый бетон». На протяжении всего фильма все обращаются к нему не иначе как «святой отец», однако во втором сезоне у него обнаруживается подруга, раскрывающая публике его имя — Хиллари, на что Женская Гильдия отвечает взрывом смеха, ведь никто не подозревал, что это имя может быть и не только женским. Викарий выступает против исторической реконструкция Битвы при Клаттерфорде, или строительства дома Чарльза Дэнса позади участка Сэл.
- Наташа (Таш) Вайн (англ. Natasha «Tash» Vine, Салли Филлипс) — младшая дочь Сэл, хиппи. Имеет сына по имени Ральф, отец неизвестен. Её эгоистичное и безответственное поведение часто ведет к конфликтам с матерью. В начальных эпизодах Таш состоит в отношениях с Руфусом, который позже уходит от неё. В рождественском спектакле ей в 21-й раз подряд достается ведущая роль Золушки, несмотря на то, что ей уже 36 лет. В развитии сюжета у Таш завязываются отношения с прежним школьным другом, Маркусом, впоследствии она оставляет и его и выходит за такого же хиппи — Спайка, также соперничавшего за её внимание. В третьем сезоне все втроем — она, Спайк и Ральф живут в фургоне бывшей передвижной библиотеки, по соседству с домом Сэл.
- Доктор Джеймс Вайн (англ. Dr. James Vine, Дэвид Митчелл) — старший сын Сэл, унаследовавший врачебную практику после смерти отца, Майка. Женат на Ясмин, получившей работу медсестры вместо Сэл, несмотря на собственную ужасную брезгливость. Джеймс скован и холоден к своим пациентам. После того как Сэл спасает ситуацию с взятием анализов у его старой школьной директрисы, Джеймс принимает её обратно на работу. В рождественской театральной постановке Клаттерфорда он заменяет своего отца и играет роль одной из страшных сестер Золушки. И, несмотря на в целом неодобрительное отношение к собственной сестре, Таш, он, тем не менее, произносит напутственное слово на её свадьбе, вместо отца, выражая свою искреннюю братскую любовь. В третьем сезоне его ужасают слухи о том, что Сэл занимается проституцией, а также он высказывает интерес стать членом местного самоуправления Клаттерфорда. Показывает себя морально зрелым человеком, одобряя романтические отношения матери с Джоком.
- Ясмин Вайн (англ. Yasmeen Vine, Салима Сэкстон) — супруга Джеймса, становится медсестрой в медицинском центре, занимая место свекрови Сэл, с тех пор как Джеймс возглавляет его после смерти отца. Плохо справляется со своей работой из-за собственной брезгливости, вплоть до невозможности произнести «мазок». Хорошо играет в нетбол и даже пытается обучить игре Гильдию, несмотря на соперничество со Сьюзи, за право считаться лучшим игроком. Ясмин — мусульманка.
- Кейт Бэйлс (англ. Kate Bales, Роузи Кавальеро) — жалостливая одинокая и назойливая молодая вдова, за что большинство жителей Клаттерфорда её недолюбливают, говоря, что харизмы у неё столько же, сколько и у шлепанцев. Муж её умер вскоре после свадьбы, и все последующие пять лет она провела погруженная в собственное горе. Взяла на себя роль утешителя горюющих, однако чаще сама находит утешение у тех, к кому приходит с помощью. Кейт вступила в Гильдию, чтобы попытаться выйти из траура. На прослушиваниях к рождественскому представлению невнятно исполнила песню «9 миллионов велосипедов» (англ. Nine Million Bicycles, Кэтрин Мелуа) и отказалась принимать участие в театральной постановке, и была назначена продавать билеты. Кейт также является «компьютерной колдуньей» Гильдии, несмотря на то, что познания её в области компьютеров весьма скромны, остальные понимают в этом ещё меньше. Что не мешает ей, однако, утверждать, что она единственная из Гильдии «на ты» с компьютером. Проводила курсы для желающих освоить компьютер: Куини, миссис Оттери, и Роузи. В третьем сезоне попытка Кейт поддержать викария в моменты кризиса переживаний за жизнь военнослужащего сына Кэролайн приводит к вспышке романтических отношений между Кейт и викарием.
- Делайла Стэгг (англ. Delilah Stagg, Джоанна Ламли) — старейшая органистка местной церкви, из-за собственного древнего возраста частенько попадает в переделки: так, однажды, застряла в собственном автомобиле, провела целый день, пытаясь надеть вожжи на своего осла Хетти, практически подавилась собственной вставной челюстью, или собралась купить томатов, но так долго искала десять пенсов, что продавец, не дождавшись, дал их ей сам. На последующей сельской ярмарке была так впечатлена работой лавочника, что раздала всю свою прибыль. Однажды упоминается, что члены семьи Делайлы были нацистами, что отмечается в одном из первых эпизодов, когда её показывают запечатленной на фотографии, пожимающей руку Гитлеру, который, по её заверениям, обладал гораздо большей харизмой, чем кто-либо в её жизни, за исключением, пожалуй, жокея Лестера Пиготта. В первых эпизодах второго сезона она падает с велосипеда и попадает в больницу и с тех пор не появляется в сериале. Только в «Рождественском Выпуске» Делайла приходит на прослушивания раньше всех, а при появлении Эйлин, Куини и Полин — уходит из театра. Прощается исключительно коротким «До свидания». В пабе предлагает молодежи выпивку и тут же оставляет их оплачивать счет.
- Джок (англ. Jock, Клив Рассел) — строитель, перестраивающий в третьем сезоне домик на соседнем с Сэл участке. Сэл ранее не увидела вовремя городской план застройки (поскольку Таш выбросила его вместе с прочими бумажками) и пыталась выместить свой гнев на строителе. Джок, тем не менее, спокойно продолжал стройку, невзирая на все протесты. Роузи, беседовавшая с ним как-то раз, ошибочно решила, что дом строится для актёра Чарльза Дэнса, и разнесла эту весть по округе. Идеи о том, что такая знаменитость будет жить по соседству в их маленьком городке, быстро сократили значительную часть протестующих против стройки, и Сэл практически осталась в меньшинстве. Тем временем Джок все больше становился интересен Сэл, что впоследствии переросло в романтические отношения между ними. И когда настал момент публично выяснить отношение Дэнса к строящемуся дому, Джок довольно красиво вышел из положения.
- Куини (англ. Queenie, Дорин Мантл) — старушка «божий одуванчик», служительница в церкви. Несмотря на и без того редкое автомобильное движение на дорогах Клаттерфорда — помогает организовывать пешеходные переходы. Является некой авторитетной старейшиной для Эйлин в Гильдии. В начальных эпизодах упоминается, что у Куини есть дочь Гэи, лесбиянка. Во втором сезоне Куини появляется с рукой на перевязке, причем периодически то правой, то левой. На рождественском представлении она была режиссёром, и частенько засыпала на репетициях, вплоть до падения лицом в бисквит. Куини отсутствует в картине начиная, с третьего сезона.

### Второстепенные герои
| Актёр               | Роль |
| ------------------- | --- |
| Саймон Фарнаби      | (англ. Samuel «Spike» Pike) Сэмюэл Спайк, «Спайк» — почтальон Клаттерфорда и хиппи. Конкурирует с Маркусом за внимание Таш, и впоследствии становится её мужем. |
| Найджел Линдси      | (англ. Marcus) Маркус — бойфренд Таш. |
| Робби Ричардсон     | (англ. Colin) Колин — Супруг Тип Хэддем, фермер. |
| Томас Ассафуа       | (англ. Raph) Раф — чернокожий сын Таш. |
| Фрея Эдмондсон      | (англ. Freya Martin) Фрея Мартин — одна из двух дочерей Кэролайн Мартин                                                                                         |
| Хауэл Беннет        | (англ. Dr. Mike Vine) доктор Майк Вайн — супруг Сэл Вайн, умерший в первой серии                                                                                |
| Элла Эдмондсон      | (англ. Folk singer) Фолк-певица в музыкальной группе на ярмарке                                                                                                 |
| Мириам Маргулис     | (англ. Joyce Midge) Джойс Мидж — престарелая бывшая школьная директриса Джеймса Вайна                                                                           |
| Марсия Уоррен       | (англ. Lady Anne Crump) леди Энн Крамп — инспектор, прибывающий для ревизии деятельности Женской Гильдии                                                        |
| «The Magic Numbers» | (англ. The Magic Numbers) — британский музыкальный коллектив, играющие в фильме самих себя                                                                      |
| Кейт Расби          | (англ. Kate Rusby) Кейт Расби — британская музыкальная исполнительница                                                                                          |
| Чарльз Дэнс         | (англ. Charles Dance) Чарльз Дэнс — британский актёр, сценарист, режиссёр и продюсер, сыгравший в фильме самого себя.                                           |

## Создание
Первый, пилотный эпизод «Джем и Иерусалим» был снят в августе 2005 года, после успеха которого были одобрены оставшиеся пять эпизодов и специальный «рождественский выпуск», снятые уже осенью 2006 г. Второй сезон снимался в августе 2007. Съёмки обоих сезонов проходили в городке Норт Таутон (англ. North Tawton) графства Девон , в окрестностях Дартмура и Стэйнс (Staines).
Бюджет сериала оценивается примерно в 250 тыс. фунтов стерлингов (397 050 долл. США).
«Джем и Иерусалим» также стал одним из первой группы трансляций BBC в формате HDTV запущенных в ноябре 2006 года. Примечательно, что в сериале нет закадрового смеха, и большинство из съемок проводились не в студии. Настоящие дочери Дженнифер Саундерс — Элла, Битти и Фрея Эдмондсон также появляются в сериале. Битти и Фрея в роли дочерей героини Саундерс — Кэролайн, и зовут их в сериале точно также: Битти и Фрея.
В ноябре 2009 года одна из главных участниц сериала Полин Маклинн написала в своем блоге, что четвёртого сезона «Джем и Иерусалим», скорее всего не будет, позже она также дописала, что решение это было принято каналом BBC, а не Саундерс. В январе 2010 руководство канала BBC One решило прекратить производство сериала, несмотря на высокие рейтинги.

### Саундтрек
В качестве заставки используется немного видоизмененная композиция The Village Green Preservation Society группы The Kinks в исполнении Кейт Расби, её музыка, а также композиции в исполнении Джона Маккаскера используются в музыкальном оформлении сюжетов. Кроме того, Элла Эдмондсон исполняет в сериале песню из своего альбома Hold Your Horses.

## Список эпизодов
Премьера показа сериала состоялась 24 ноября 2006 года. 30 декабря был показан специальный «Рождественский выпуск» длительностью в 40 минут. Трансляция второго сезона началась 1 января 2008 года с 40-минутного выпуска, и закончилась 1 февраля того же года. Третий сезон снимался в апреле 2009 и состоял из трех часовых эпизодов. Показ третьего сезона на канале BBC One начался 9 августа 2009 года. Интересно, что эпизоды первых двух сезонов не имеют собственных названий, и только в третьем — каждый эпизод имеет название. В отличие от предыдущих сезонов, третий сезон составляют 3 эпизода длительностью в час, разбитые на 2 части каждый.
| Сезон | Сезон                 | Количество эпизодов | Премьера | Премьера      | Премьера     |
| Сезон | Сезон                 | Количество эпизодов | год      | Начало сезона | Конец сезона |
| ----- | --------------------- | ------------------- | -------- | ------------- | ------------ |
|       | 1 сезон               | 6                   | 2006     | 24 ноября     | 26 декабря   |
|       | Рождественский Выпуск | 1                   | 2006     | 30 декабря    | 30 декабря   |
|       | 2 сезон               | 6                   | 2008     | 1 января      | 1 февраля    |
|       | 3 сезон               | 3                   | 2009     | 9 августа     | 23 августа   |

### Первый сезон (2006)
| № | Показ      | Сюжет | Зрителей (млн) |
| - | ---------- | --- | -------------- |
| 1 | 24 ноября  | Доктор Майкл Вайн умирает от сердечного приступа, и на похоронах его сын, доктор Джеймс объявляет о том, что возглавит медцентр, а в качестве медсестры принимает на работу свою жену, вместо матери, Сэл, занимавшей эту должность ранее. Сэл, пытаясь занять чем-нибудь появившееся свободное время, начинает посещать собрания Женской Гильдии, как и Кейт Бэйлс, молодая вдова и утешительница горюющих. | 6,86           |
| 2 | 1 декабря  | Женщины Гильдии решают организовать комнатку для кофе в местной церкви, чтобы можно было собираться там после утренней службы. Для оплаты связанных с этим формальностей они решают провести ярмарку. Сэл решает избавиться от одежды покойного мужа, отдав её нужд малоимущих, а поскольку её дети отказываются этим заниматься, Гильдия решает ей в этом помочь. | 4,25           |
| 3 | 8 декабря  | После того как обнаруживается, что Эйлин была удочерена в детстве, Сэл подговаривает Тип использовать веб-сервис «Воссоединение родни» для поиска родственников Эйлин. С удивлением подруги тут же их обнаруживают. И хотя Эйлин поначалу сердится, но потом сменяет гнев на милость, найдя брата. Таш просить мать присмотреть за сыном в течение полугода, пока она будет путешествовать по стране с бойфрендом, но Сэл отказывается. Роузи, ответственная за провизию для Гильдии на пикнике — забывает заказать пирожки, так что им приходится делать их самим. | 5,38           |
| 4 | 15 декабря | Старая Делайла застревает в собственном автомобиле. Сэл и Таш спорят о том, что последняя хочет заниматься на курсах циркового искусства, вместо того, чтобы найти нормальную работу; хотя в итоге они приходят к компромиссу. А в клинике тем временем Тип разрабатывает план восстановления Сэл на работе, и вызывают старую бывшую директрису Джеймса — Джойс Мидж, для сдачи анализов. | 4              |
| 5 | 22 декабря | Пока Кейт проводит занятия по обучению работе на компьютере в кружке «Серебряные серферы» для женщин Гильдии, приходит Эйлин с известием о том, что к ним едет инспектор Гильдий, леди Энн Крамп и будет участвовать в одной из ближайших встреч Гильдии, что повергает Эйлин в панику и мысли о роспуске местной Гильдии. Тем временем женщины Гильдии помогают по хозяйству, недавно овдовевшему соседу, старику Элаю (Брайан Найт), а Роузи садится на «звездную диету».                                                                                         |                |
| 6 | 26 декабря | Роузи, Эйлин и Куини помогают викарию подготовиться к фестивалю урожая. Роузи находит в своем огороде картофелину с изображением лика Христа, а после того как викарий отказывается освящать эту картофелину, агрессивная вторая личность Роузи — Маргарет вырывается наружу и угрожает расправой всем вокруг. Кэролайн падает с лошади во время конной прогулки. | 4,8            |

### Рождественский выпуск (2006)
| № | Показ      | Сюжет | Зрителей (млн) |
| - | ---------- | --- | -------------- |
|   | 30 декабря | Гильдия организует рождественское представление — спектакль «Золушка», и Таш желает, как и раньше, исполнить в нём главную роль. Однако Эйлин считает, что 36 лет Таш — это слишком много для юной Золушки. Тем не менее, Сэл убеждает её дать роль Таш, а Джеймс и викарий сыграют уродливых старших сестер. Ночью, во время спектакля Тип, которая должна была играть злую мачеху, сбегает в паб, пока Таш раскланивается с «прекрасным принцем». В это время Сэл решает с помощью Спайка развеять прах мужа в городском фейерверке. | 4,5            |

### Второй сезон (2008)
| № | Показ     | Сюжет | Зрителей (млн) |
| - | --------- | --- | -------------- |
| 1 | 1 января  | По мере приближения годовщины со дня смерти Майка Сэл делится с Джеймсом тем, как ей не хватает мужа. Она также наставляет сына, как быть более сочувственным к пациентам, а Таш получает работу в торговле. Тем временем Гильдия запускает собственный веб-сайт и объявляет Чайную церемонию в Викторианском стиле, и намерены разместить фоторепортаж об этом на своем сайте. Кейт и Эйлин спорят о том, кому заполнять страничку в интернете. Делайла слетает с велосипеда и попадает в больницу. | 2,9            |
| 2 | 4 января  | Таш и Спайк планируют отправиться на фестиваль Гластонбери, но так как им не на что купить билеты, Таш надеется пройти через контролёров под видом сторожа. Кэролайн также отправляется на фестиваль, на выступление своего сына. Сэл же решила устроить себе выходные в тихой домашней обстановке, но к ней приходит Сьюзи, обеспокоенная возможной беременностью после романтического вечера. Тип, заглянув в картотеку, сообщает Сьюзи, что беременность невозможна, поскольку её мужчине ранее была проведена вазэктомия. После ухода Сьюзи «тихие выходные» Сэл все равно срываются, поскольку домой возвращаются Таш и Спайк, не сумевшие пройти на фестиваль.                           | 4,8            |
| 3 | 11 января | Леди Энн Крамп неожиданно оказывается среди собравшихся на встрече Женской Гильдии. Сэл организует для Гильдии вылазку на природу, в которой, к ужасу Эйлин, совсем нет ни плана, ни расписаний, Сэл утверждает, что вместо этого все должны просто болтать и получать удовольствие. Во время прогулки они замечают викария на пикнике с подругой по имени Вероника (Джен Хартли). Неожиданно гильдия забредает в туман. Сэл подговаривает Спайка встречаться с Таш, но тот по ошибке думает, что Сэл заигрывает с ним. Неподалёку Таш с приятелями-друидами устраивают акцию протеста против Британской армии                                                                                 | 3,0            |
| 4 | 18 января | Ежегодная историческая реконструкция Битвы при Клаттерфорде 1646 года отменяется городским советом из соображений безопасности и избежания травм. Тогда Гильдия принимает решение организовать её самостоятельно, так как они планировали множество мероприятий в это время. В том числе и реконструкцию небольшого боя, где Джеймс должен был исполнять роль короля Карла I. Тем временем, после аварии на сыроварне, Роузи решается на кражу из супермаркета «SPAR», но в её планы вмешивается её альтер эго Маргарет. Позже она оказывается дома, где Джеймс назначает ей увеличенную дозу медикаментов. Однако Сэл против такого подхода, и, беседуя с Маргарет, находит решение проблемы. | 2,8            |
| 5 | 25 января | Ясмин пытается научить женщин Гильдии играть в нетбол, и готовит их к соревновательному выступлению против гильдии соседней деревни Хоул. Однако Гильдия Клаттерфорда проигрывает матч. Следующее соревнование по боулз они почти выигрывают, если бы не дисквалификация команды Клаттерфорда из-за поведения Роузи. Таш планирует переехать к Маркусу. Спайк пишет ей любовное послание, в котором просит встретиться с ним «под деревом» в пять вечера. Таш насилу находит Спайка и принимает его предложение. | 3,2            |
| 6 | 1 февраля | Таш пытается организовать свадьбу со Спайком, однако вскоре они понимают, что денег на это у них нет. Она соглашается на помощь Сэл и Гильдии в этом, и свадьба проходит на берегу реки в костюмах фей. Таш и Спайк пишут брачные обеты для церемонии. После всего Таш, Спайк и Раф поселяются в фургоне бывшей передвижной книжной лавки. | 3,4            |

### Третий сезон (2009)
| № | Показ      | Название                           | Сюжет | Зрителей (млн) |
| - | ---------- | ---------------------------------- | --- | -------------- |
| 1 | 9 августа  | Easter Пасха                       | Джок постепенно вливается в общество Клаттерфорда. Сэл обнаруживает старый план перестройки амбара на участке позади её дома, и, несмотря на то, что официальные сроки протеста уже прошли, призывает Женскую Гильдию на помощь для прекращения стройки. | 4,2            |
| 1 | 9 августа  | Working From Home Работая дома     | После уменьшения ставки в медцентре Сэл решает принимать часть пациентов неофициально на дому, что вызывает нехорошие подозрения у Джока, подозревающего её в проституции. Слух распространяется по городку, но, в конце концов, все сомнения в порядочности Сэл развеваются, не без выговора Джеймса матери, за подпольное врачевание. Джеймс высказывает интерес стать членом городского парламента. | 4,2            |
| 1 | 16 августа | Dinner Party Званый обед           | Кэролайн планирует званый обед для мужа Джона и его друзей из Лондона. Ей приходит в голову прекрасная идея попросить Роузи помочь для этого на кухне, однако так ошибочно решает, что её тоже приглашают в качестве гостя. Кэролайн пытается исправить это заблуждение с помощью викария, но в итоге и он воспринимает это как приглашение. Кэролайн заручается поддержкой Сэл, если с Роузи что-то пойдет не так. Вдобавок поезд Джона задерживается в пути. Кэролайн приходится развлекать своих деревенских «гостей», но в итоге эта чудаковатая компания помогает ей справиться с давней тревогой за сына, служащего в Афганистане. | 3,45           |
| 1 | 16 августа | Missing Persons Отсутствующие лица | Тем временем Эйлин организует показ мод Гильдии, в процессе которого в одном из нарядов исчезает Роузи, а позже и викарий вместе с ключами от церкви, где заперты основные реквизиты для шоу. Кейт Бэйлс уходит на пустыри в поисках священника, и их встреча приводит в итоге к романтическим отношениям. | 3,45           |
| 1 | 23 августа | New Beginnings Новое начало        | Спайк и Таш наконец-то готовы к путешествиям в своем фургоне, переделанном из старой передвижной библиотеки, однако неполадки с двигателем приводят к вызову аварийных служб, в итоге чего часть дома Сэл напоминает место ведения боевых действий. Джок соглашается помочь устранить разрушения, что приводит к смягчению их с Сэл отношений, к большому удовольствию Тип и неприязни Таш. | 3,97           |
| 1 | 23 августа | Ladies in Lavender Дамы в лиловом  | Решающий момент, когда должно публично вскрыться то, что дом строится вовсе не для Чарльза Дэнса. Джок в своё время просто позволил Роузи разнести свою идею. Сэл в смятении от того, что уже положительный Джок так ловко обманул город. Однако тот находит возможность привезти настоящего Дэнса на встречу Гильдии, чем окончательно располагает Сэл к себе. | 3,97           |

## Показы в других странах
В США сериал «Джем и Иерусалим» транслировался телеканалом BBC America начиная с декабря 2006. В Австралии канал ABC начал показ с декабря 2007. 7 сентября 2007 в Канаде сериал транслировался на BBC Canada. В Индии и вещание телесериала проводилось на канале BBC Entertainment. В Финляндии сериал с локализованным названием фин. Puuhaa ja pullateetä и швед. Pyssel och te транслировала с 21 февраля 2009 национальная телерадиовещательная компания YLE.

## Выпуски на DVD
Первый сезон вместе с «Рождественским выпуском» «Джем и Иерусалим» на DVD был выпущен в США (Регион 1) в 8 мая 2007 под названием «Клаттерфорд: 1 сезон» (англ. Clatterford: Season 1). В Великобритании (Регион 2) на DVD первым был выпущен 1й сезон — англ. Jam & Jerusalem — The Complete Series One 21 января 2008, а в Австралии (Регион 4), тот же первый сезон — 3 января 2008.
| DVD Название | DVD Название                          | Дисков | Эпизодов | Дата выпуска    | Дата выпуска    | Дата выпуска  |
| DVD Название | DVD Название                          | Дисков | Эпизодов | Регион 1        | Регион 2        | Регион 4      |
| ------------ | ------------------------------------- | ------ | -------- | --------------- | --------------- | ------------- |
|              | Complete Series 1 Полный 1й сезон     | 2      | 6+1      | 8 мая 2007      | 21 января 2008  | 2 января 2008 |
|              | Complete Series 2 Полный 2й сезон     | 1      | 6        | 1 сентября 2009 | 3 августа 2009  | 1 июля 2010   |
|              | Complete Series 3 Полный 3й сезон     | 1      | 3        | 7 сентября 2010 | 23 августа 2010 | 7 июля 2011   |
|              | Complete Series 1-3 Полные 1-3 сезоны | 4      | 16       | —               | 23 августа 2010 |               |